# Spore Hero Arena
Spore Hero Arena (в переводе с англ. SPORE: Арена Героев) — спин-офф Spore Hero для Nintendo DS, который был выпущен в Северной Америке 6 октября 2009 года, и во всём мире 8 октября. Эта игра является второй игрой серии Spore для Nintendo DS, а также отличается от своего предшественника новой 3D-графикой и улучшенной системой создания существ. Сетевые функции (многопользовательская игра) были отключены 30 июня 2014 года.

## Восприятие
| Сводный рейтинг    | Сводный рейтинг |
| Агрегатор          | Оценка          |
| ------------------ | --------------- |
| Metacritic         | 49              |
| Иноязычные издания |                 |
| Издание            | Оценка          |
| IGN                | 3,8             |

IGN поставил Spore Hero Arena 3.8 баллов из 10. На Metacritic у игры средний балл равен 49.